# Léon Hourlier
Léon Hourlier (Reims, 16 de septiembre de 1885-Saint-Étienne-au-Temple, 16 de octubre de 1915) fue un deportista francés que compitió en ciclismo en la modalidad de pista. Ganó una medalla de plata en el Campeonato Mundial de Ciclismo en Pista de 1911, en la prueba de velocidad individual.

## Medallero internacional
| Campeonato Mundial | Campeonato Mundial | Campeonato Mundial | Campeonato Mundial       |
| Año                | Lugar              | Medalla            | Competición              |
| ------------------ | ------------------ | ------------------ | ------------------------ |
| 1911               | Roma (Italia)      | Medalla de plata   | Velocidad individual (P) |

## Palmarés
- 1908
  - Campeón de Francia de Velocidad 
  - 1.º en el Gran Premio de Reims
- 1911
  - Campeón de Francia de Velocidad
- 1912
  - 1.º en el Gran Premio de París
  - 1.º en el Gran Premio de Reims
- 1913
  - 1.º en el Gran Premio de Reims
- 1914
  - Campeón de Francia de Velocidad 
  - 1.º en los Seis días de París
  - 1.º en el Gran Premio de París
  - 1.º en el Gran Premio de Reims